# Spilosoma curula
Spilosoma curula là một loài bướm đêm thuộc phân họ Arctiinae, họ Erebidae.